# Hen Yanni
Hen Yanni (Kiryat Motzkin, 20 de enero de 1983) es una actriz, modelo y DJ israelí.

## Vida personal
Hen Yanni nació y creció en un suburbio del norte de Israel, cerca de Haifa, en el seno de una familia judía. En 1998, cuando tenía quince años, participó en un concurso de belleza y fue elegida chica del año por la revista juvenil Maariv.

## Carrera
Se marchó de casa siguiendo una carrera de modelo. Durante los años 1999 y 2003 trabajó como modelo en París, Nueva York y Londres. Fotografió para la revista Vogue en sus ediciones italiana y francesa, para V Magazine, The Face e ID. Sus principales campañas incluyen empresas como Paul & Joe, Dolce & Gabbana y Kenneth Cole. Fue fotografiada por fotógrafos como Craig McDean, David Sims y Mario Testino.
A los 21 años regresó a Israel y decidió ser actriz. Primero aprendió a actuar en privado con Eyal Cohen, después hizo un curso preparatorio de un año en la Escuela de Interpretación Nissan Nativ, y tres años de estudios en la Escuela de Artes Escénicas Yoram Levinshtein de Tel Aviv.
Interpretó el papel principal en el largometraje The Other War, dirigido por Tamar Glazerman. Tuvo un papel secundario en el largometraje Melach Yam, dirigido por Itay Lev, donde hizo una versión de la canción de Shlomo Artzi You will never know. En 2012 interpretó un papel secundario en el largometraje Blank Blank, de Haim Buzaglo.
En 2011 protagonizó la película de Doron Eran Melting Away, en la que interpretó el papel principal de una persona transgénero. Yanni interpretó el papel de Asaf, un chico que lleva en secreto ropa de mujer. Cuando sus padres (Limor Goldstein y Ami Weinberg) lo descubren, lo echan de casa. Asaf se somete a una cirugía de reasignación de sexo y se convierte en Anna, una cantante de club nocturno. Cuando su padre se muere de cáncer, la madre de Anna la encuentra a través de un investigador privado. Anna vuelve a cuidar de su padre bajo la apariencia de una enfermera. En Melting Away, canta dos canciones, una de ellas Danny Boy.
Yanni ganó el premio a la mejor interpretación en el Festival Internacional de Cine LGBT de Tel Aviv y fue nominada al premio de la Academia israelí a la Mejor actriz.